# Tomopterus servillei
Tomopterus servillei là một loài bọ cánh cứng trong họ Cerambycidae.